# エンベル・アルテンバイ
エンベル・アルテンバイ（Enver Altenbay、1925年4月12日 - 2004年）は、日本で活躍した外国人俳優。トルコ共和国出身（群馬県生まれ）。作家の小松エメルは孫。

## 出演作品

### 映画
- スーパージャイアンツ（新東宝）
  - 鋼鉄の巨人（1957年7月30日）- M6（アトムAB団員）
  - 續鋼鉄の巨人（1957年8月13日）- M6（アトムAB団員）
  - スーパージャイアンツ 人工衛星と人類の破滅（1957年12月28日）- 黒い衛星団員
  - 続スーパージャイアンツ 宇宙艇と人工衛星の激突（1958年1月3日）- 黒い衛星団員
- 暁の非常線(1957年) - フランク
- 太平洋のGメン（1962年、東映） - 影山の子分B
- 怪談異人幽霊（1963年、大蔵映画） - ロバート
- 海底大戦争（1966年、東映） - 記者A
- ガンマー第3号 宇宙大作戦（1969年、東映） - 技師
- やくざ刑事シリーズ（1970年、東映）
  - やくざ刑事 - リーマン
  - やくざ刑事 マリファナ密売組織 - 米兵C
- だまされて貰います（1971年、東宝） - ホテルの警官
- 薔薇の標的（1972年、東宝） - マーチン
- 新幹線大爆破（1975年、東映）- 空港の外国人 ※ノンクレジット
- 麻雀放浪記（1984年、東映）

### テレビドラマ
- 忍者部隊月光（1965年、CX / 国際放映）
  - 第61話「ダウト・ダイヤ作戦 後篇」 - ドレーク
  - 第77話「ブルー・サファイア作戦 後篇」 - バン・フィフクト
- 悪魔くん 第12話「狼人間」（1966年、NET / 東映） - ジョージ ※クレジットは「E・アルテンバイ」
- ウルトラシリーズ（TBS / 円谷プロ）
  - ウルトラマン 第38話「宇宙船救助命令」（1967年） - アーサー船長（宇宙ステーションV2）
  - ウルトラセブン 第14話「ウルトラ警備隊西へ 前編」（1968年） - グリーン博士
  - ウルトラマンタロウ 第27話「出た! メフィラス星人だ!」（1973年） - ZAT隊員 ※ノンクレジット
  - ウルトラマン80 第20話「襲来!! 吸血ボール軍団」（1980年） - ムーンセレナーデ号乗員 ※ノンクレジット
- 光速エスパー 第13話「まぼろし円盤撃滅」（1967年、NTV / 宣弘社） - 石油王の部下
- ジャイアントロボ（NET / 東映）※クレジットは「E・アルテンバイ」
  - 第6話「忍者怪獣ドロゴン」（1967年） - パイロット
  - 第22話「殺人兵器カラミティ」（1968年） - 指揮官
- マイティジャック（1968年、CX / 円谷プロ）
  - 第1話「パリに消えた男」 - パリの警官（Qの配下）
  - 第5話「メスと口紅」 - マイヤー
  - 第10話「爆破指令」 - 工場の警備員 ※ノンクレジット
- ゴールドアイ 第4話「逃亡者の子守唄」（1970年、NTV / 東映）
- 天皇の世紀　第11話「決起」（1971年、ABC / 国際放映） - イギリス士官
- 仮面ライダー（MBS / 東映）
  - 第39話「怪人狼男の殺人大パーティー」（1971年） - ショッカー幹部連絡員 ※クレジットは「エンベル・アルテンパイ」
  - 第67話「ショッカー首領出現!! ライダー危うし」（1972年） - ピエール・アンドレ
- ミラーマン 第13話「笛を吹く魔女」（1972年、CX / 円谷プロ） - 会議出席者 ※ノンクレジット
- ワイルド7 第11話「200KM/H心中」（1972年、NTV / 国際放映） - 外人兵
- 愛の戦士レインボーマン（1973年、NET / 東宝）
  - 第14話「恐怖のM作戦」、第22話「一億人を救え!!」 - グルド博士
  - 第31話「恐怖の連続爆破」 - オイルランドの代理大使
- キカイダー01 第36話「四次元の怪 恐怖のタイム旅行」（1974年、NET / 東映） - カピタン ※クレジットは「エンゼル・アルテンバイ」
- 太陽にほえろ! 第131話「刑事の胸の底には.....」（1975年、NTV / 東宝） - 麻薬ブローカー
- 正義のシンボル コンドールマン 第11話「ゼニクレージー大反逆」（1975年、NET / 東映） - キャプテン（魔人コンバット人間態）
- 非情のライセンス 第2シリーズ 第50話「兇悪の金」（1975年、NET / 東映） - 谷川
- ザ★ゴリラ7 第21話「手錠をはめた億万長者」（1975年、NET / 東映）
- Gメン'75　第60話「暑い南の島 沖縄の幽霊」（1976年､TBS）
- コードナンバー108 7人のリブ（1976年、関西テレビ / 宣弘社）
  - 第1話「生きたまゝ葬れ」
  - 第11話「ドン（首領）の最後」
- 宇宙鉄人キョーダイン 第39話「どうする!? マレー大彗星が地球に衝突」（1977年、MBS / 東映） - 会議出席者 ※ノンクレジット
- スーパー戦隊シリーズ（ANB / 東映）
  - ジャッカー電撃隊 第12話「10ピラミッド!! 黄金仮面の迷路」（1977年） - カーメン文化長官 ※クレジットは「エンベル・アルテエンバイ」
  - バトルフィーバーJ 第33話「コサック愛に死す」（1979年） - 神父
  - 超電子バイオマン 第11話「新戦士ジュン登場」（1984年） - 旅行客 ※ノンクレジット
- 大鉄人17 第30話「走れ三郎! 死の谷からの脱出」（1977年、MBS / 東映） - アッカーマン博士
- 大都会 PARTII 第41話「野良犬の恋歌」（1978年、NTV / 石原プロモーション）
- スパイダーマン 第4話「恐怖の半魚人! 奇蹟を呼ぶ銀の糸」（1978年、12ch / 東映） - カーン牧師
- 土曜ワイド劇場（ANB）
  - 松本清張の紐・恐怖の大回転遊覧車（1979年、松竹）
  - 松本清張の風の息（1982年、松竹）
- 噂の刑事トミーとマツ 第1シリーズ 第53話「夜更けのダンスは 死のタンゴ」（1980年、TBS / 大映テレビ）
- ポーツマスの旗 第二部「バラと謀略」（1981年、NHK）
- 巨獣特捜ジャスピオン 第8話「草原に輝く笑顔 ロットとサチが駈ける」（1985年、ANB / 東映） - ロットの父親